# آنیتا حسناندانی ریدی
آنیتا حسناندانی ریدی (به انگلیسی: Anita Hassanandani Reddy) (زاده ۱۴ آوریل ۱۹۸۱) بازیگر هندی است.
از فیلم‌هایی که وی در آن نقش داشته‌است می‌توان به ریتم، چیزی هست، قهرمان، این موضوع است، این نوع آدو است و زنجیر اشاره کرد.